# Sikorsky Aircraft
Sikorsky Aircraft — американське авіабудівельне підприємство, що розробляє та виробляє літаки та вертольоти, засноване українським вченим-авіаконструктором Ігорем Івановичем Сікорським.

## Історія
Компанія, яка називалася «Sikorsky Manufacturing Company», почала виробництво літаків у Рузвельті (штат Нью-Йорк), в 1925 році. У 1929 році компанія переїхала в Стратфорд (штат Коннектикут). Потім компанія стала частиною United Aircraft and Transport Corporation (нині United Technologies Corporation) в липні цього ж року.
Спочатку Ігор Сікорський був зосереджений на розробці багатомоторних літаків, а потім і літака-амфібії. В кінці 1930-х, продажі літаків впали і United Aircraft об'єдналися з Vought Aircraft. Сікорський скористався цією можливістю, щоб почати роботи з розробки гелікоптера. Після першого зразка VS-300 він розробив Sikorsky R-4, який був першим одногвинтовим, повністю керованим гелікоптером.
У період з липня 1929 по листопад 2015 року належало United Technologies Corporation. У листопаді 2015 було продано Lockheed Martin.

## Галерея

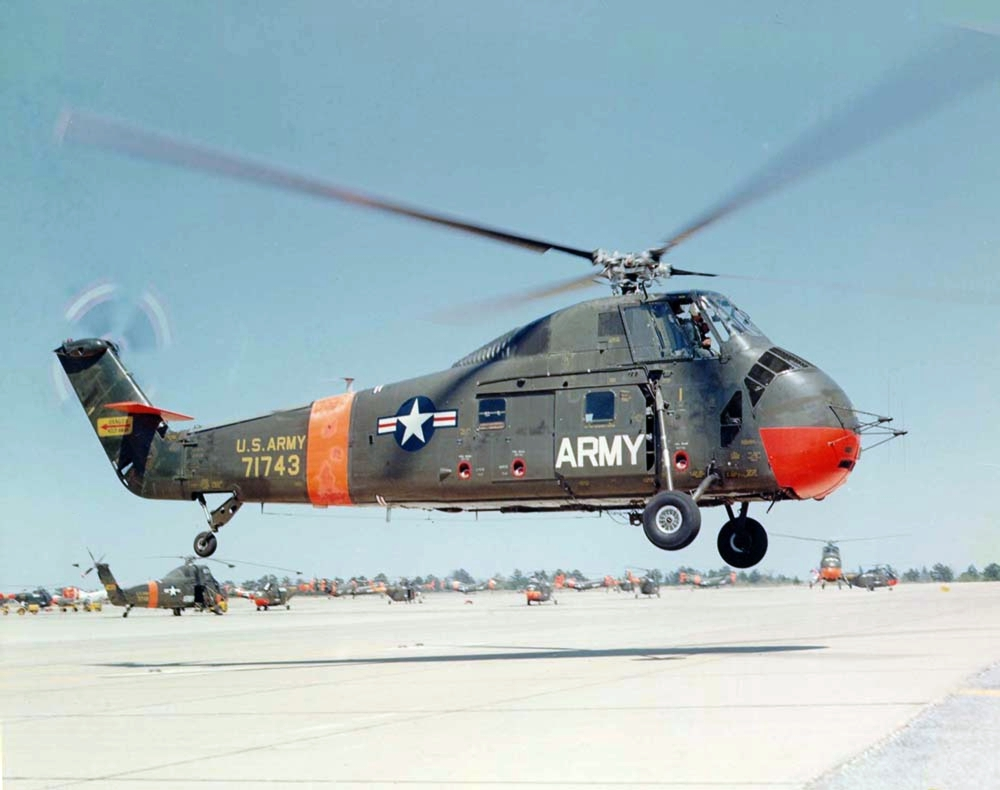
H-34
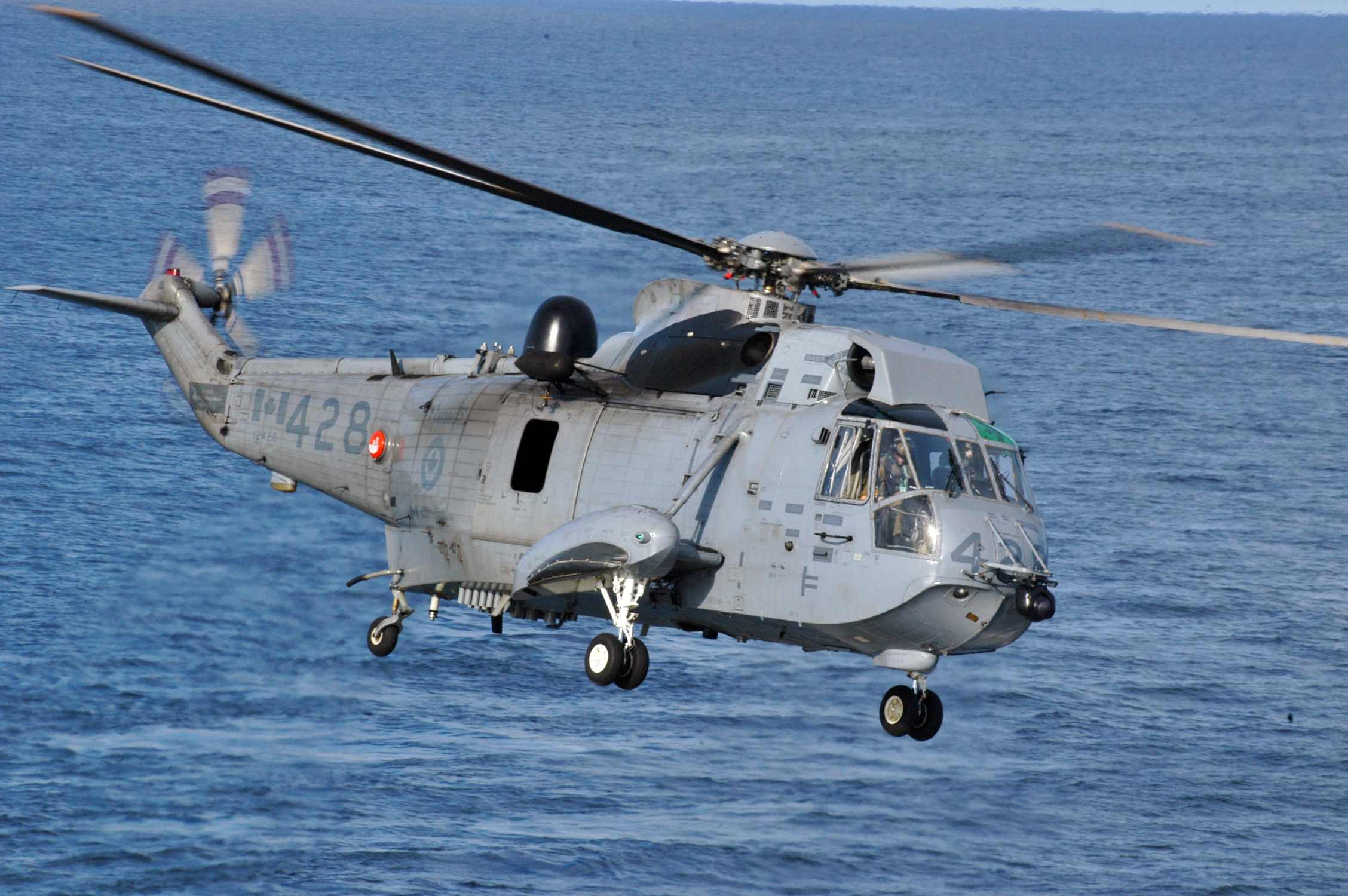
CH-124 Sea King сідає на палубу USS Pearl Harbor
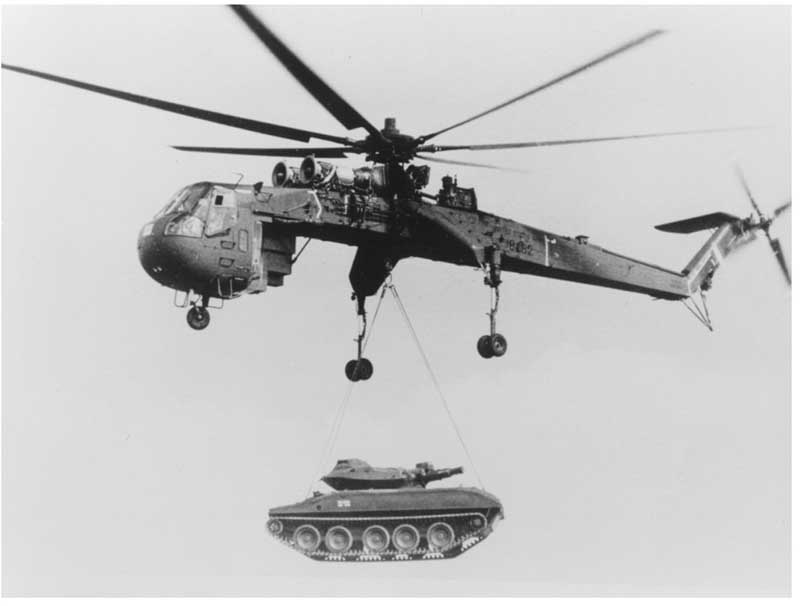
CH-54 Tarhe та причіплений XM551 Sheridan
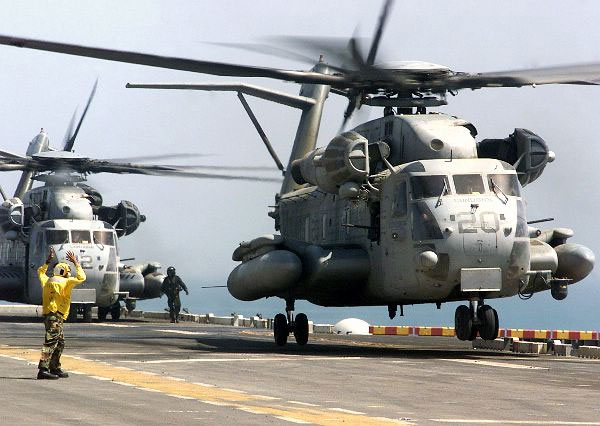
CH-53E Super Stallion на авіаносці USS Bataan
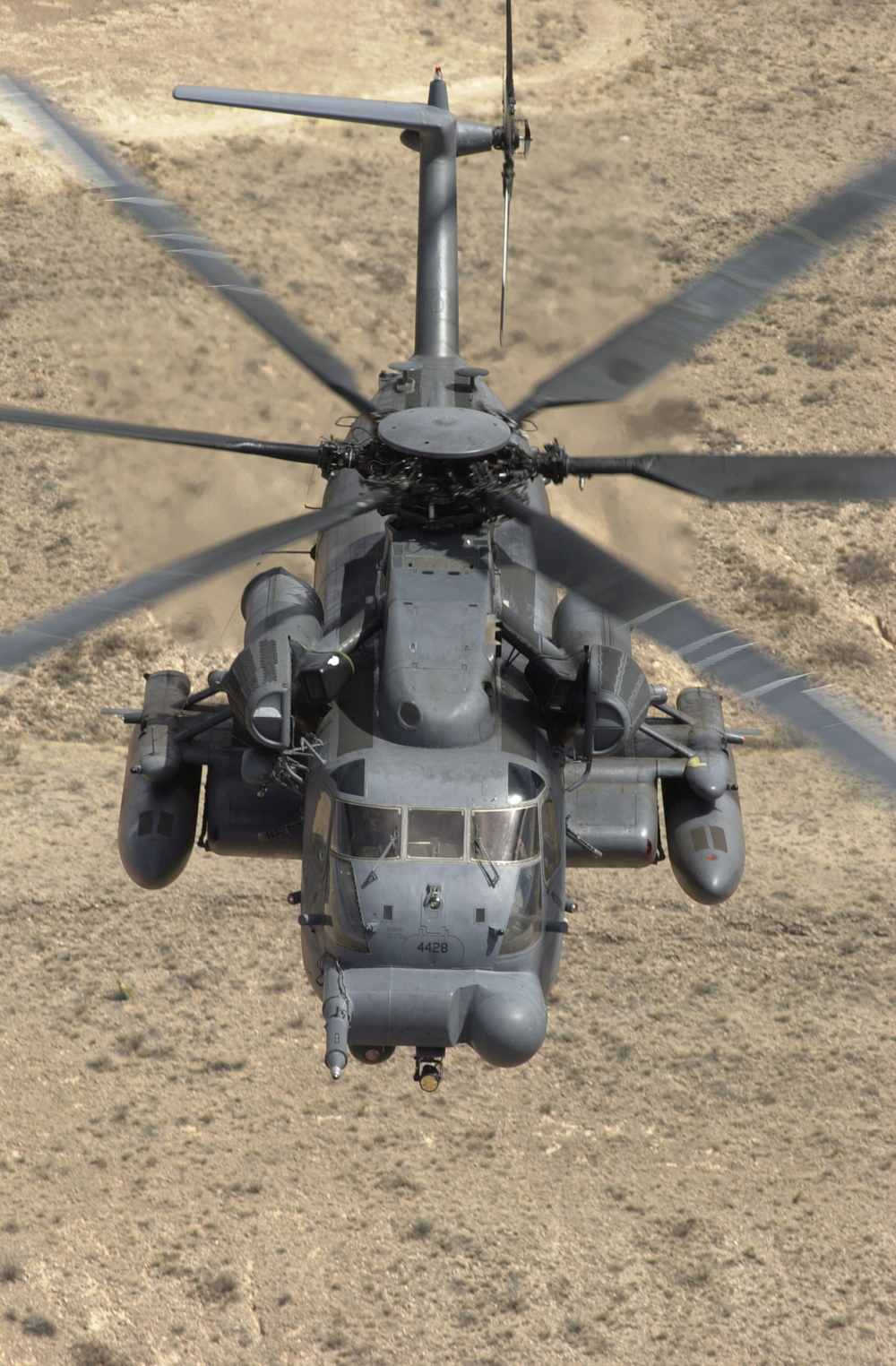
MH-53  виконує тренувальну місію поблизу бази ВПС Кертленд
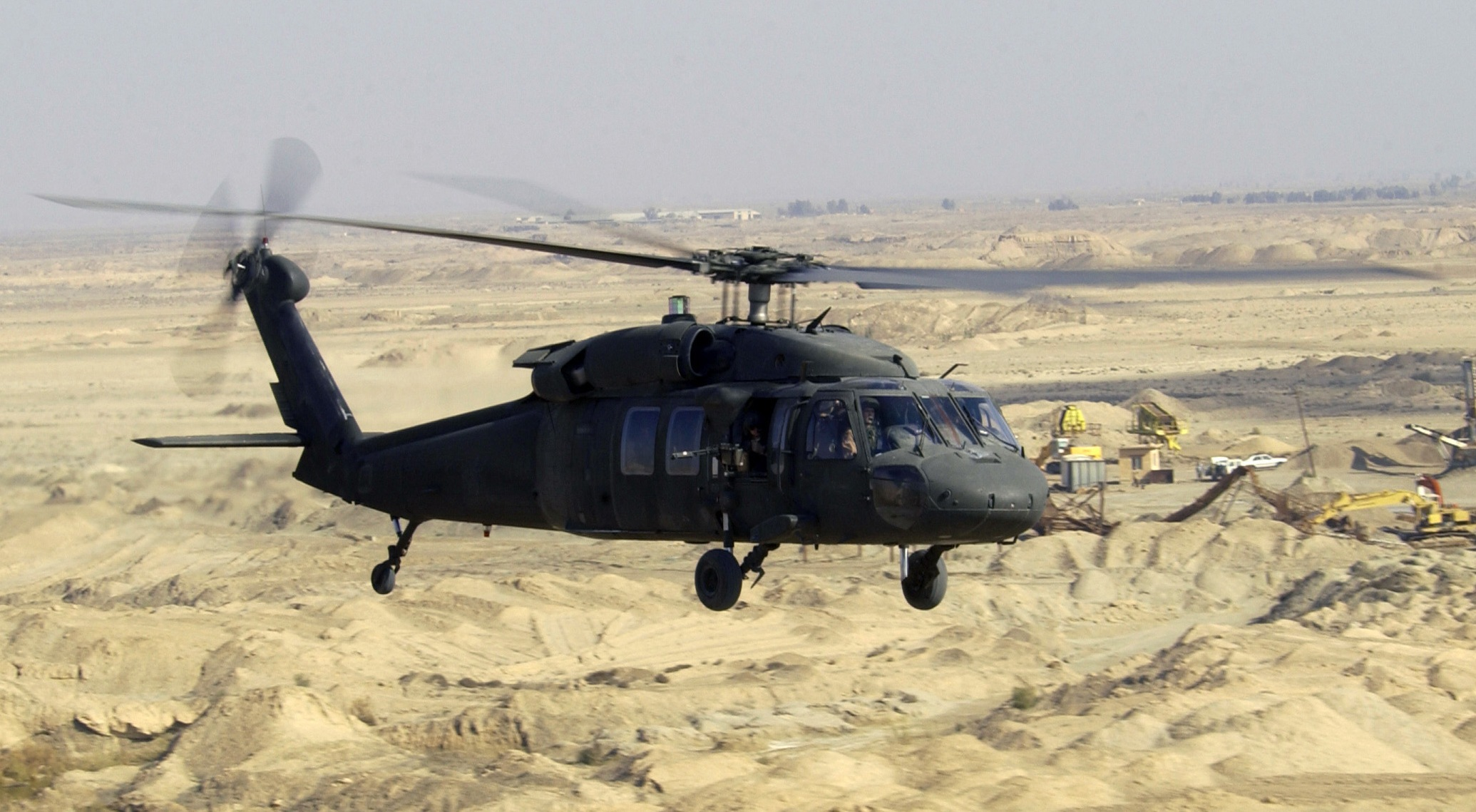
UH-60 Black Hawk 2004 року над Іраком